# 水薙竜
水薙 竜（みずなぎ りゅう、3月23日 - ）は、日本の漫画家。愛知県出身。男性。

## 来歴
2004年、アフタヌーン四季賞春のコンテストにおいて『ウィッチクラフトワークス』（黒山羊るーれい名義）が佳作を受賞。
2006年に水薙竜唳（みずなぎ るーれい）のペンネームで『週刊少年マガジン』誌上にて『キルウィザード』を短期集中連載。その後水薙竜に改名し、2010年より『good!アフタヌーン』誌上にて『ウィッチクラフトワークス』を連載。

## 作品リスト

### 連載
- キルウィザード（『週刊少年マガジン』2006年12号[4] - 17号[4]、全1巻）
- ウィッチクラフトワークス（『good!アフタヌーン』2010年9号[2] - 2022年3号、全17巻）
  - ウィッチクラフトワークスEXTRA（『good!アフタヌーン』2022年4号 - 、既刊3巻） - 番外編
- IVORY DARK（『少年マガジンR』2015年2号[5] - ）

### 読み切り
- 魔女の恋人（『月刊ビッグガンガン』2013年Vol.03[6]） - 「シガレットアンソロジー」企画第3弾作品[6]、『シガレットアンソロジー メンソール』収録[7]

### イベント
- アフタヌーン大収穫祭2013（2013年10月7日 - 11月[8]） - WEB上で作画風景の動画配信[8]
- 展覧会「魔女の秘密展〜ベールに包まれた美と異端の真実〜」内特別展示「現代日本人作家が描く『魔女』」（2015年3月7日 - 5月10日[9]、大阪文化館天保山開催[9]） - 水薙作の原画を出展[9]